# Drewniane kościoły powiatu jasielskiego
Drewniane kościoły powiatu jasielskiego – dziesięć zachowanych drewnianych świątyń rzymskokatolickich, wzniesionych najczęściej w konstrukcji zrębowej i zlokalizowanych na terenie powiatu jasielskiego (mezoregiony - Pogórze Ciężkowickie, Pogórze Jasielskie, Beskid Niski i Kotlina Jasielsko-Krośnieńska). Większość obiektów objęta jest znakowanymi szlakami turystycznymi w ramach Szlaku Architektury Drewnianej województwa podkarpackiego i projektu ATLAS.
Do tej grupy należą następujące kościoły (alfabetycznie wg miejscowości):
- kościół św. Mikołaja z Bączala Dolnego – wzniesiony przed 1667 w tradycji późnogotyckiej[3], od 1959 w rejestrze zabytków.  W latach 1959–74[4] stał w sąsiedztwie murowanego kościoła Imienia Maryi w Bączalu Dolnym, wybudowanego w stylu narodowym, a obecnie jest eksponowany w Muzeum Budownictwa Ludowego w Sanoku[5]. Typowy przykład małopolskiego kościoła drewnianego. Przez ekspertów uważany za jeden z najcenniejszych drewnianych obiektów sakralnych w Polsce Południowo-Wschodniej[6],
- kościół Matki Bożej Śnieżnej w Grabiu – współczesny, zbudowany w latach 1972–73[7],
- kościół św. Mikołaja w Łężynach – gotycki, wzniesiony w 1511, przekształcony w 1765, XIX i XX wieku[8], od 1994 w rejestrze zabytków,
- kościół Świętych Apostołów Szymona i Judy Tadeusza w Łubienku – wybudowany w latach 1948–52[9] na miejscu starszej, dziewiętnastowiecznej świątyni zburzonej w 1944,
- kościół Przemienienia Pańskiego w Osieku Jasielskim – jeden z najstarszych kościołów drewnianych w Polsce[10], wzniesiony około 1419[11], od 1972 w rejestrze zabytków,
- kościół św. Katarzyny w Sławęcinie – późnobarokowy, wzniesiony w 1779, powiększony w 1886, od 1990 w rejestrze zabytków[12],
- kościół św. Marcina w Szebniach – wybudowany w 1605, gruntownie przekształcony m.in. w 1759 i 1794[13], od 1961 w rejestrze zabytków,
- kościół św. Anny w Święcanach – gotycki, wzniesiony w 1520, przebudowany w XVIII i pod koniec XIX wieku, od 1972 w rejestrze zabytków[14],
- kościół św. Doroty w Trzcinicy – gotycki, wzniesiony najpewniej przed 1551 lub pod koniec XV wieku[15], wielokrotnie restaurowany, od 1989 w rejestrze zabytków,
- kościół św. Jana Chrzciciela w Załężu – wzniesiony w 1760[16], wielokrotnie przekształcany i rozbudowywany, od 1971 w rejestrze zabytków,

Ponadto w powiecie jasielskim, w Kotani, Krempnej, Pielgrzymce, Świątkowej Małej i Świątkowej Wielkiej zachowały się zabytkowe, drewniane cerkwie łemkowskie.

## Galeria

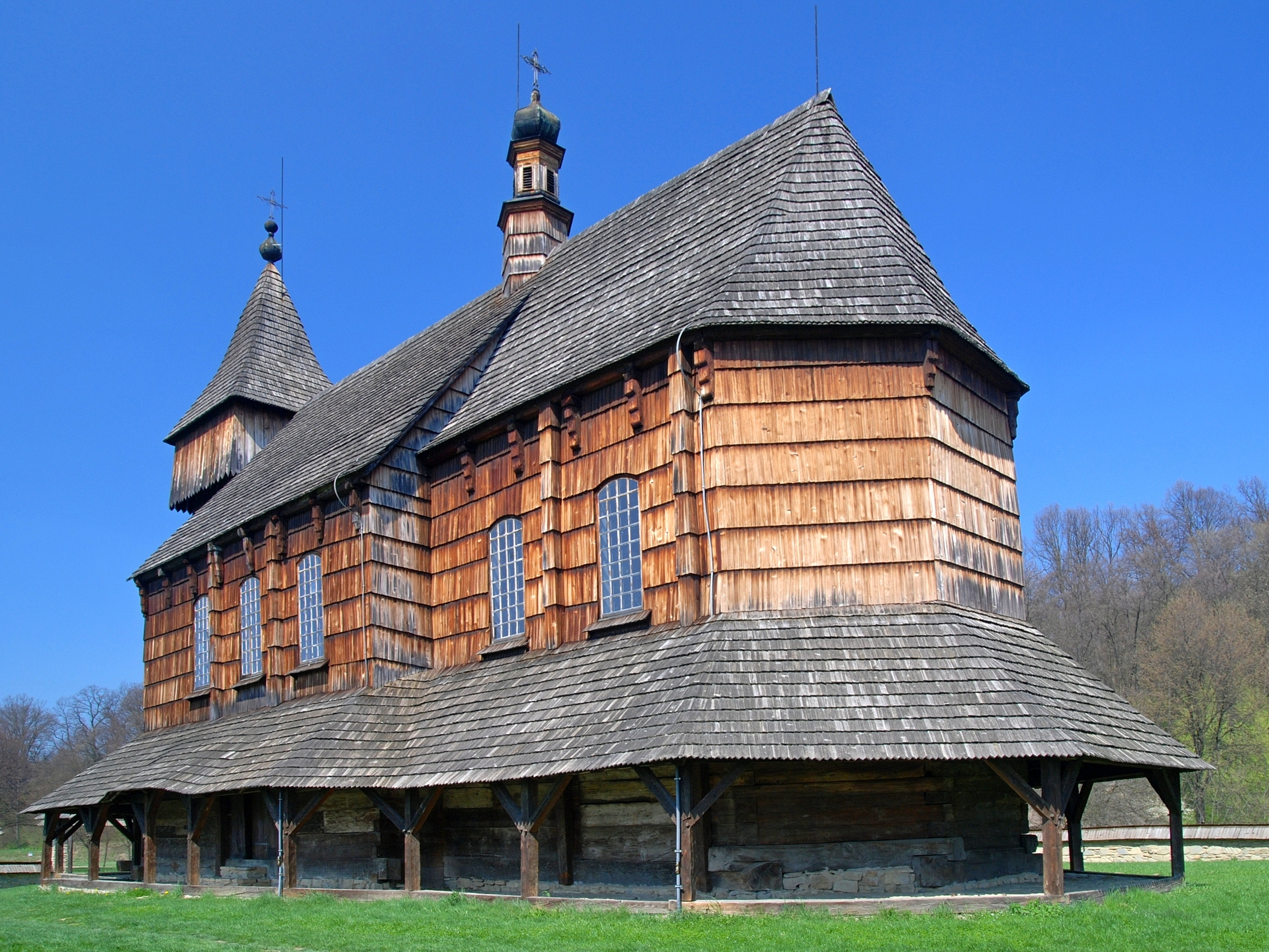
Kościół z Bączala Dolnego
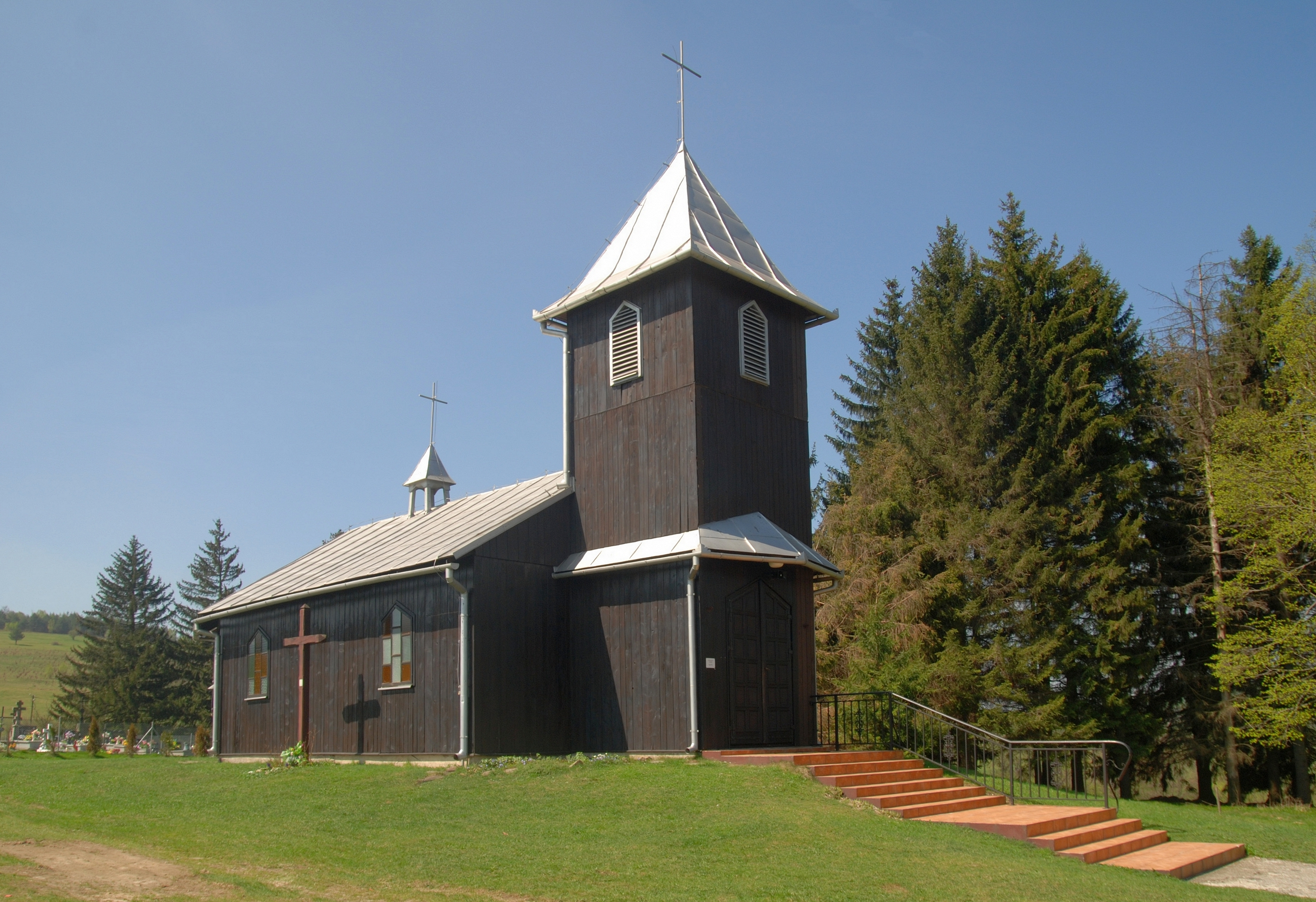
Kościół w Grabiu
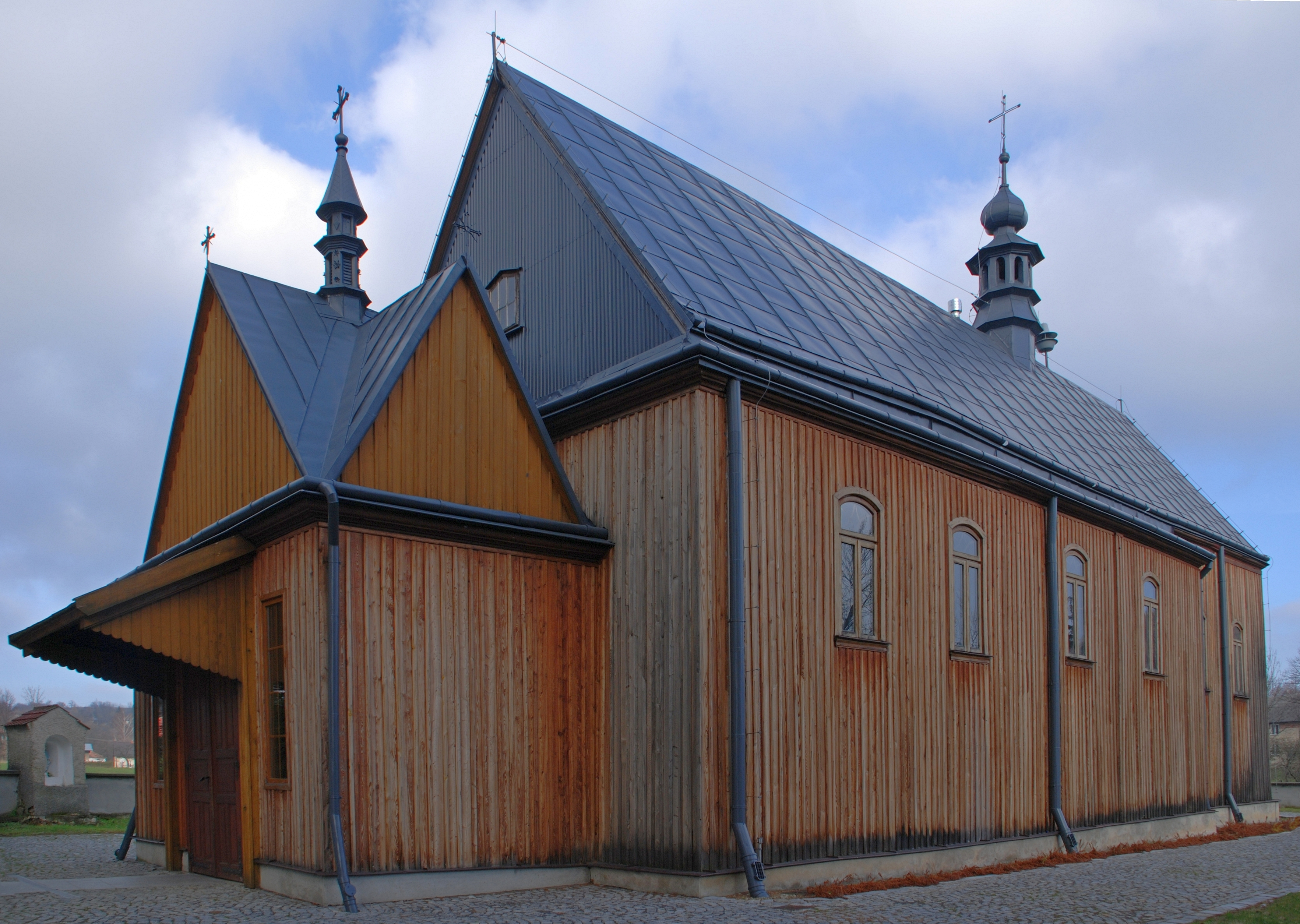
Kościół w Łężynach
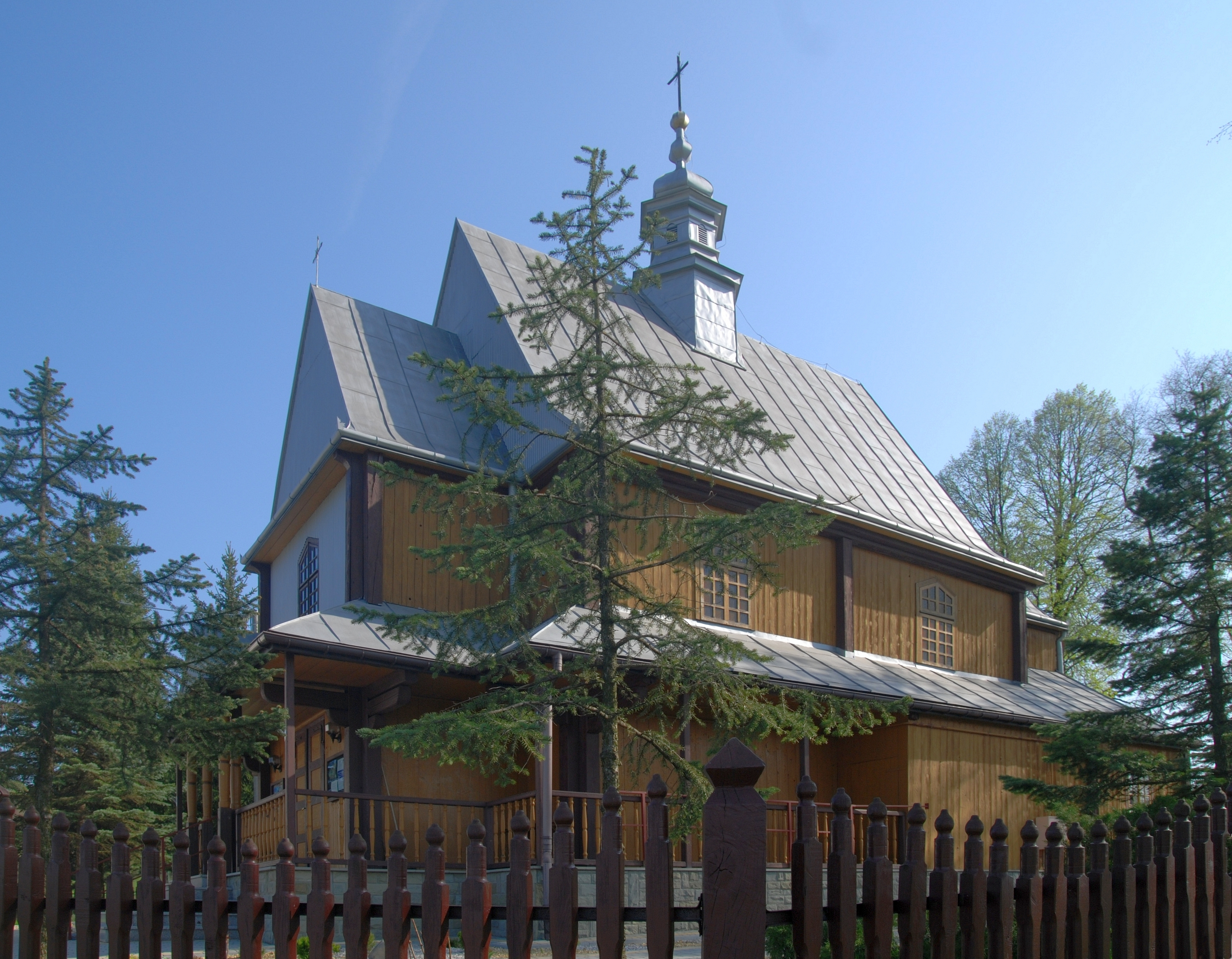
Kościół w Łubienku
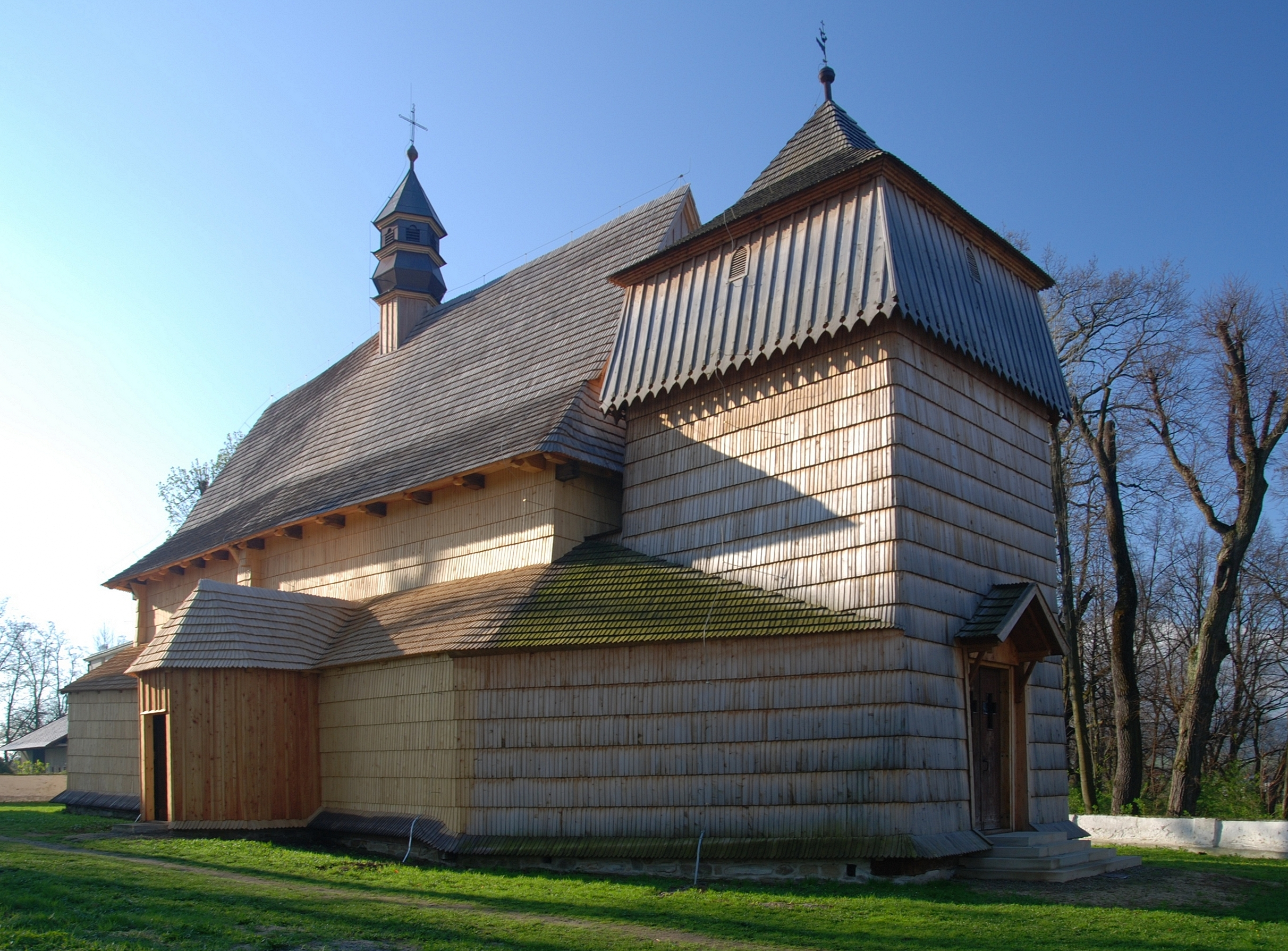
Kościół w Osieku Jasielskim
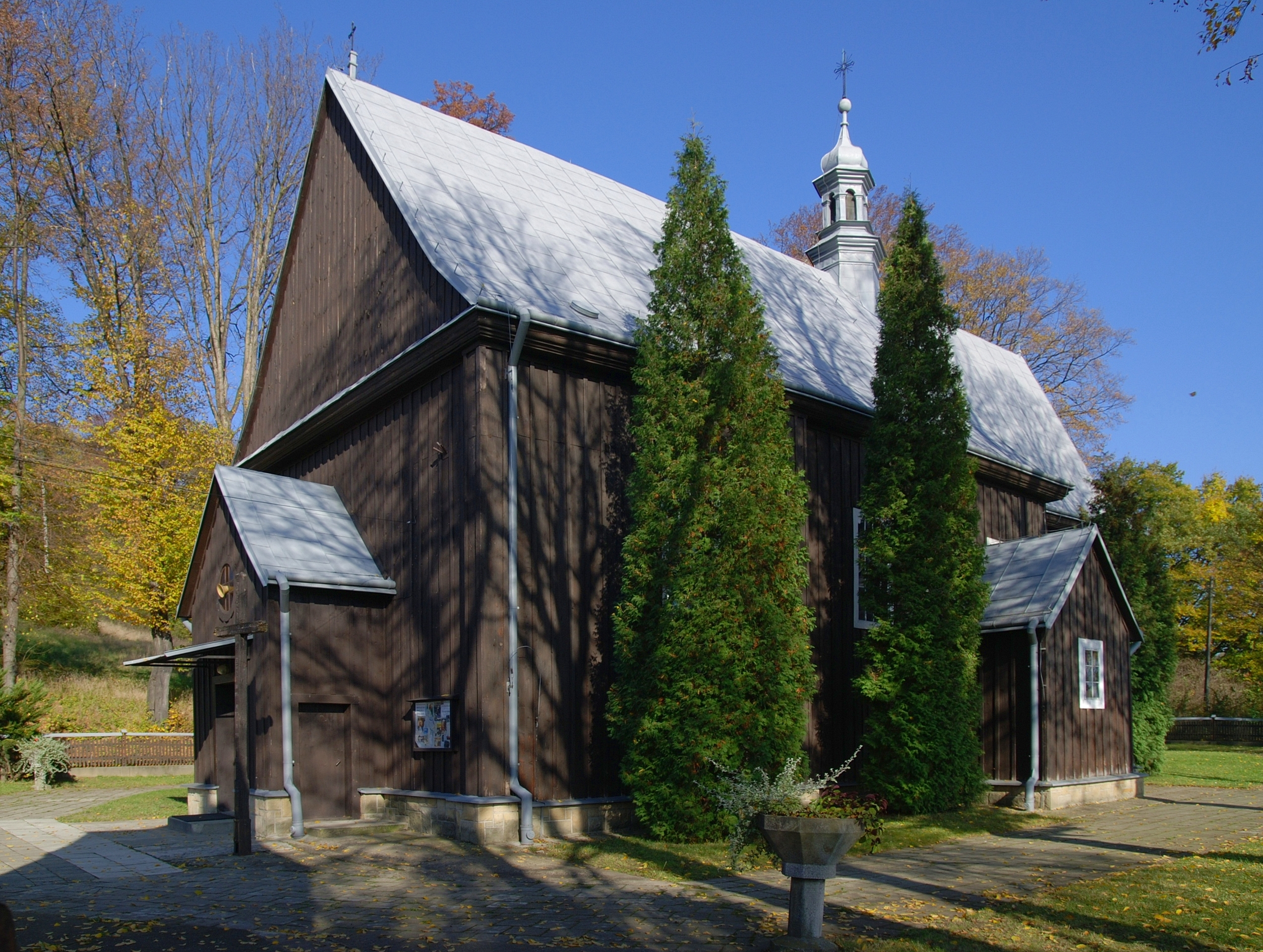
Kościół w Sławęcinie
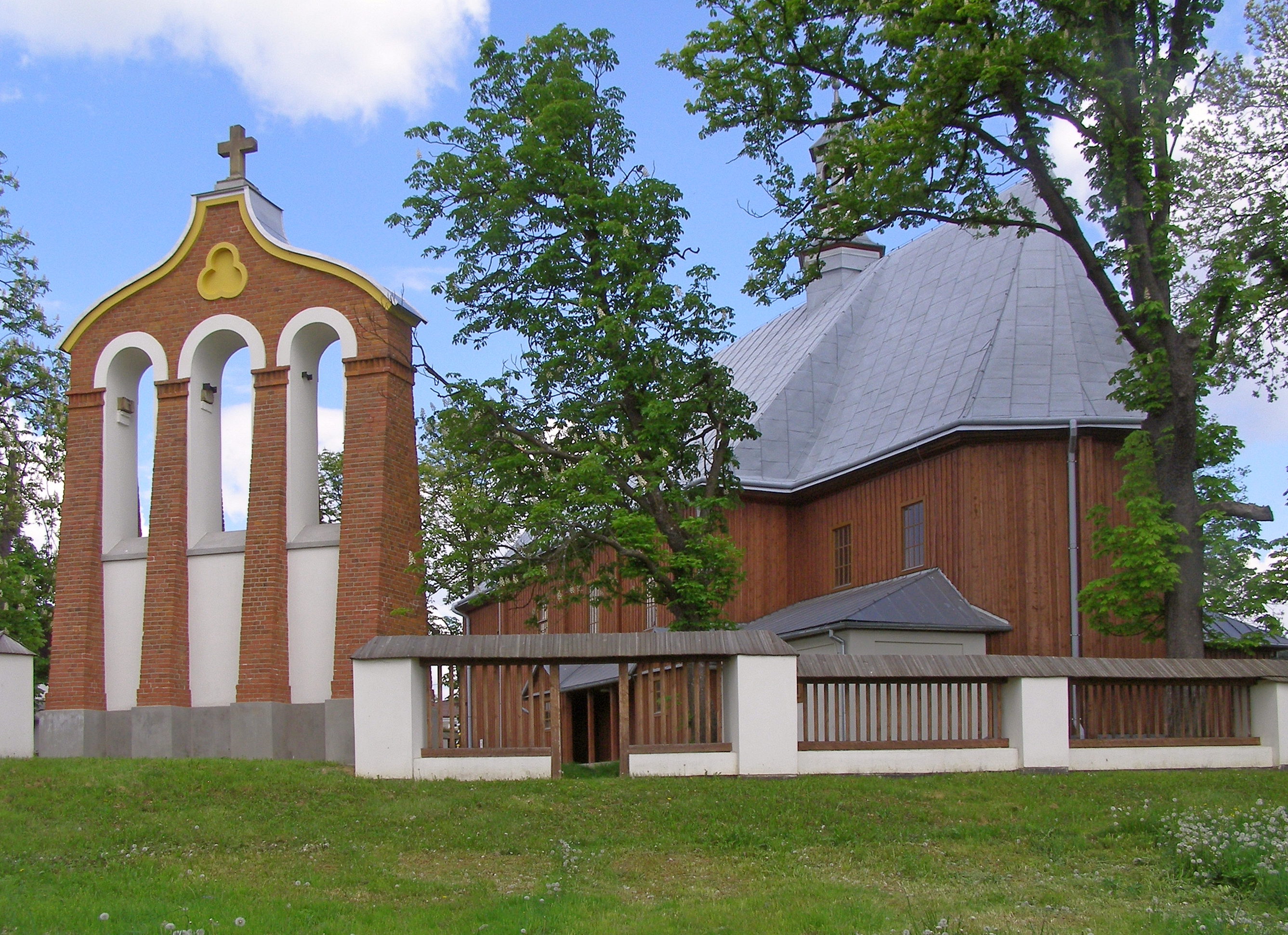
Kościół w Szebniach
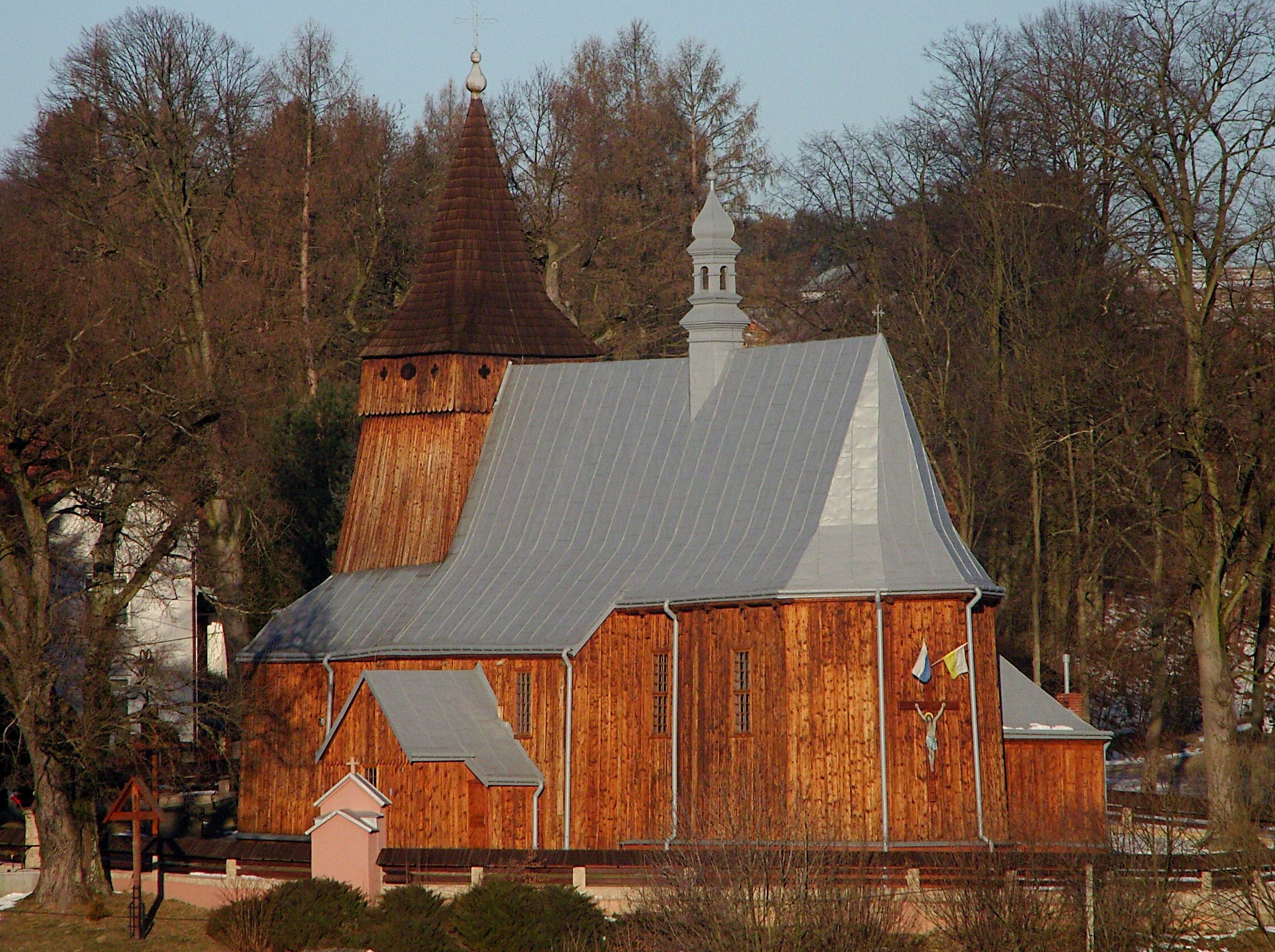
Kościół w Święcanach
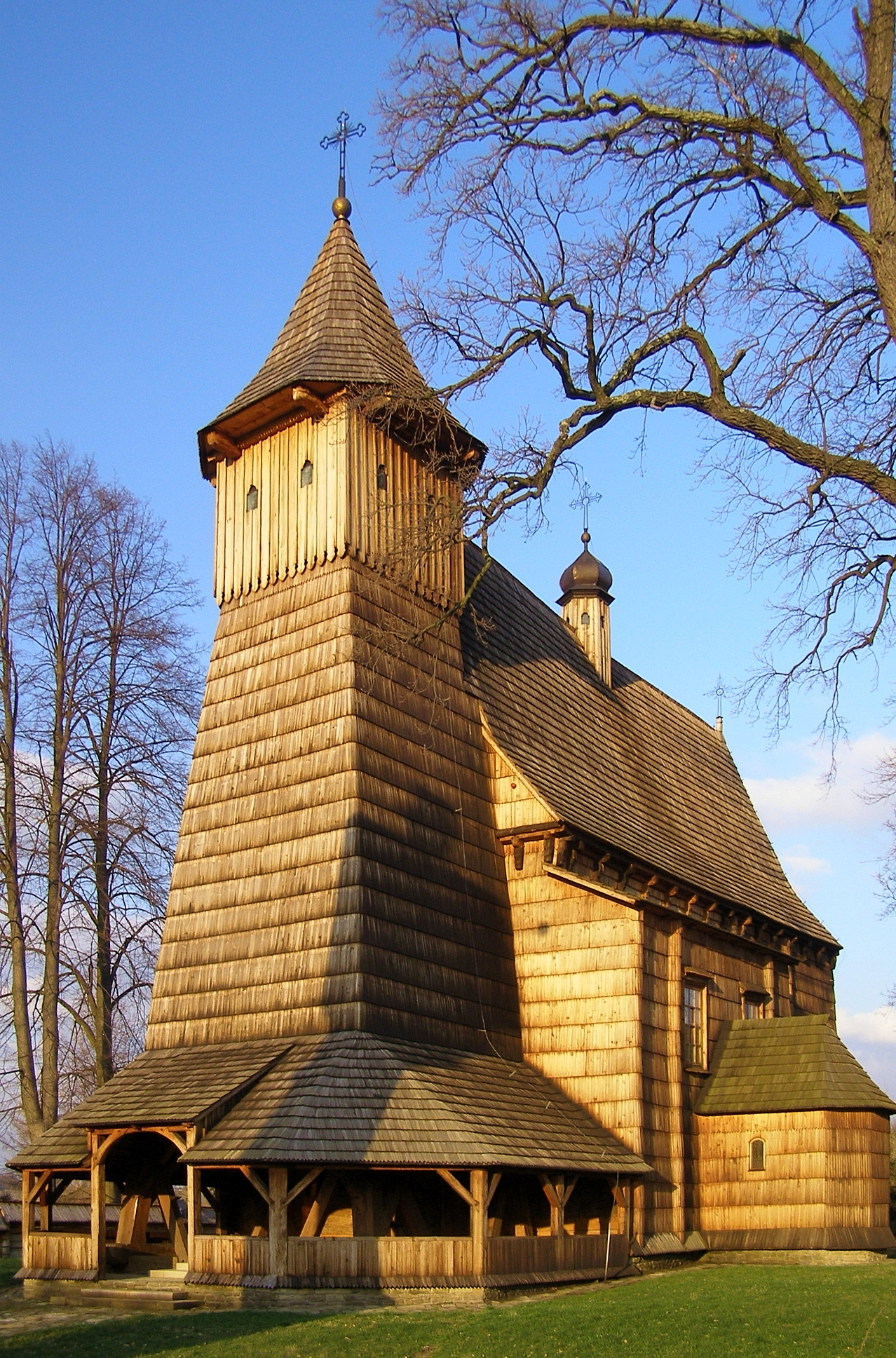
Kościół w Trzcinicy
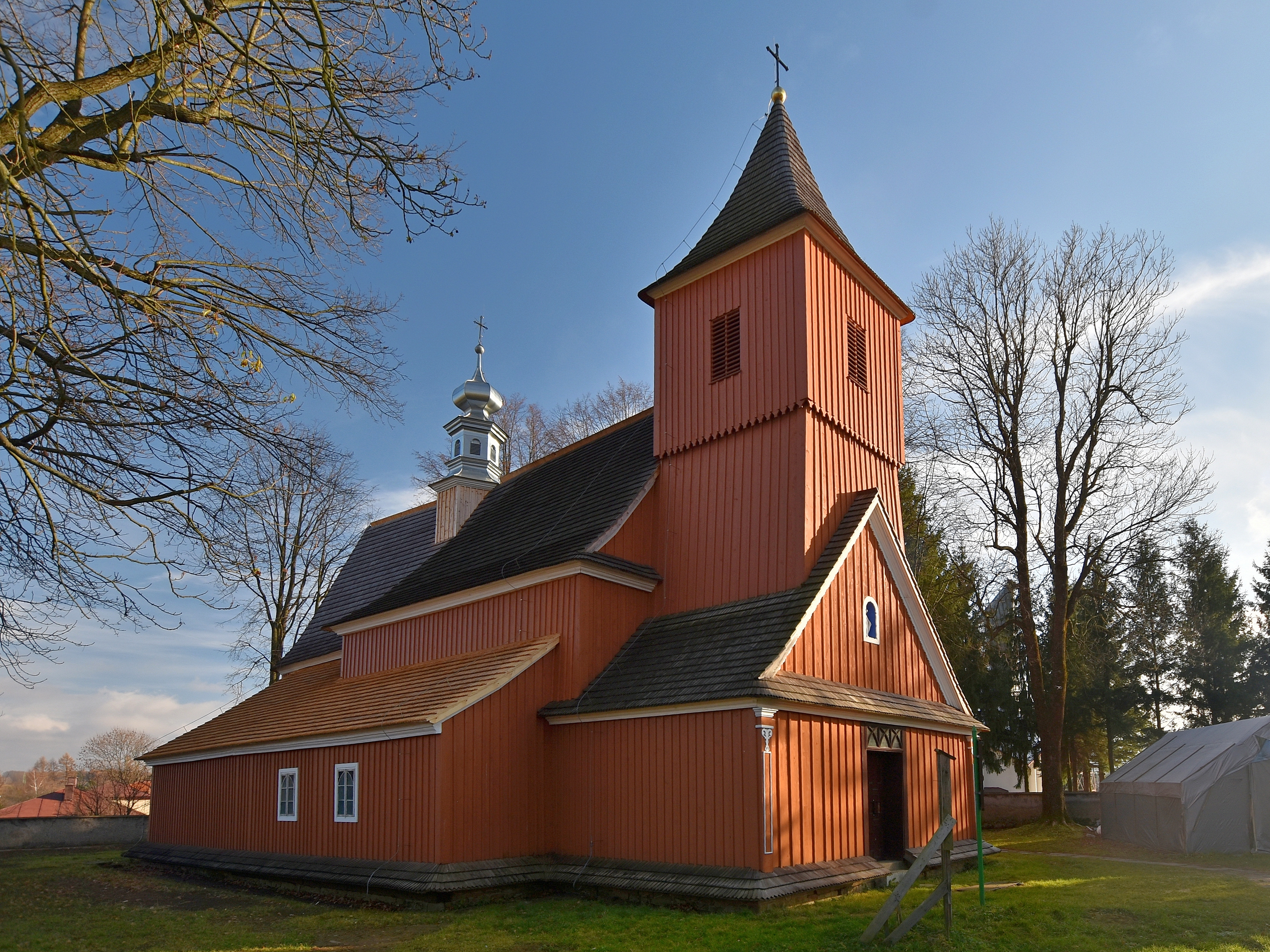
Kościół w Załężu